# Pseudotrochalus colmanti
Pseudotrochalus colmanti är en skalbaggsart som beskrevs av Brenske 1899. Pseudotrochalus colmanti ingår i släktet Pseudotrochalus och familjen Melolonthidae. Inga underarter finns listade i Catalogue of Life.